# Động đất Calabria 1783
Loạt động đất Calabria 1783 là một chuỗi gồm năm trận động đất mạnh tấn công khu vực Calabria tại miền nam của Ý (đương thời là bộ phận của Vương quốc Napoli), hai trận động đất đầu tiên sản sinh các cơn sóng thần đáng kể. Các chấn tâm tạo thành một tuyến rõ ràng kéo dài gần 100 km từ eo biển Messina đến địa điểm cách 18 km về phía nam tây nam của Catanzaro. Chấn tâm của trận động đất đầu tiên xảy ra tại đồng bằng Palmi. Các trận động đất xảy ra trong một giai đoạn gần hai tháng, với cường độ ước tính là 5,9 hoặc mạnh hơn. Ước tính tổng số người thiệt mạng dao động từ 32.000 đến 50.000.

## Hoàn cảnh kiến tạo
Phần tây nam của Calabria và phần phía đông của Sicilia là các khu vực lớp vỏ giãn hoạt động trong Đới đứt gãy Sicilia–Calabria. Đớt này kéo dài 350 km, phát triển trong chuỗi Appennini trong thế Canh Tân và tiếp tục giãn theo hướng tây tây bắc-đông đông nam.

## Sự kiện

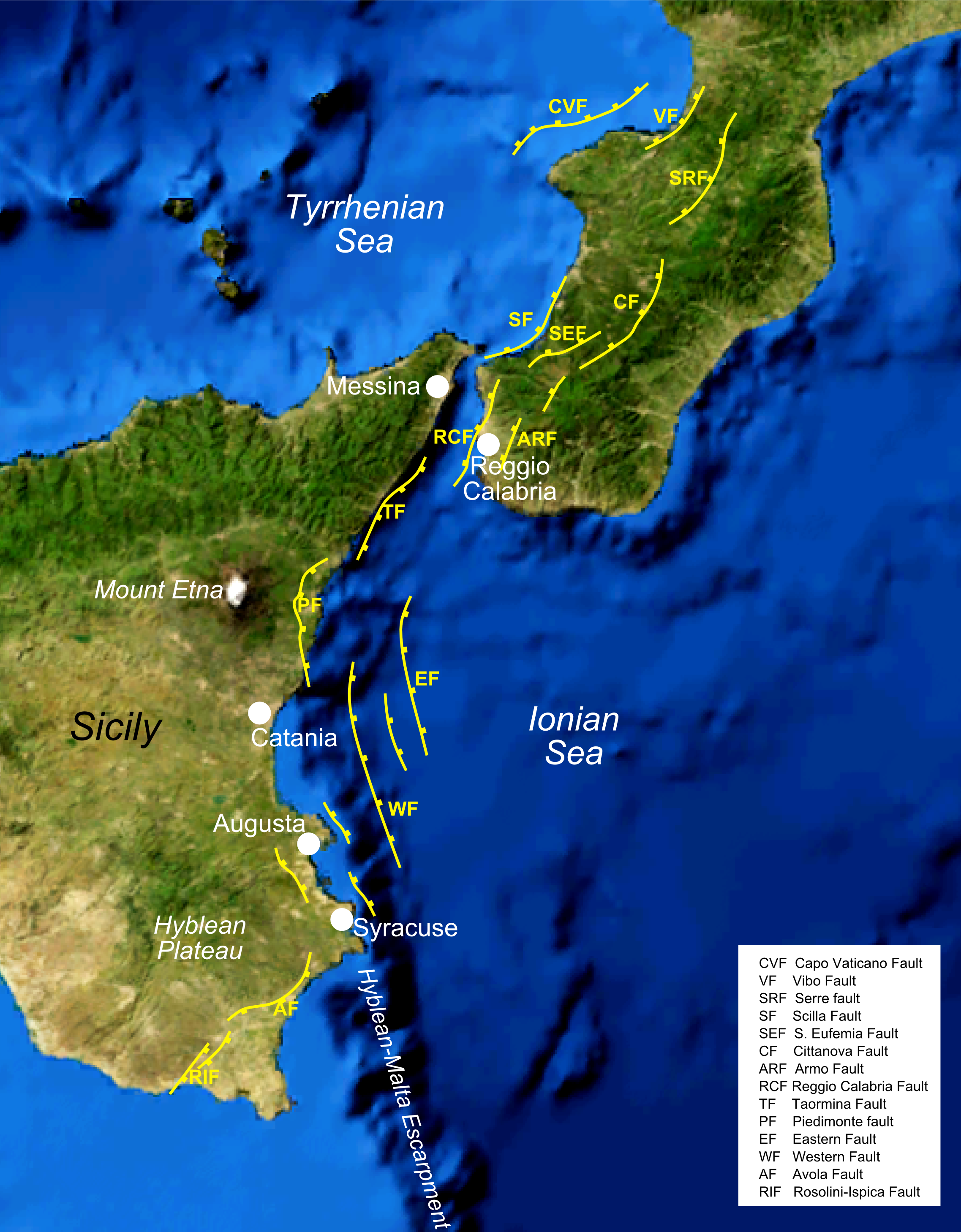
Các đứt đoạn chính của đới đứt gãy Sicilia–Calabria

### 5 tháng 2
Trận động đất này được ước tính có cường độ 7,0, tác động đến một khu vực lớn, bao gồm hầu hết bán đảo miền nam Ý và làm rung chuyển toàn đảo Sicilia. Nhiều làng bị tổn hại và có đến 180 làng gần như bị phá hủy hoàn toàn, với trên 25.000 thương vong. Một cơn sóng thần tác động đến bờ biển của cả hai phía eo biển Messina, tàn phá các tường chắn bến cảng tại Messina.
Tại nơi gần chấn tâm, mặt đất rung lắc mạnh đến nỗi người dân bị ngã ra và các khối đá lớn được phát hiện bị bật và lật. Các trận sạt lở đất lớn gây tàn phá nặng nề tại Terranova và Molochio, thậm chí những tòa nhà được xây dựng đúng cách hầu như cũng bị tàn phá hoàn toàn, chẳng hạn như tại Oppido Mamertina và Casalnuovo.
Trận động đất được cho là có liên quan đến đứt dãy của các đoạn tầng Galatro, Cittanova và Sant'Eufemia, vốn tạo thành ranh giới phía đông nam của bồn địa Gioia.

### 6 tháng 2
Trận động đất này có cường độ 6,2, xảy ra vào đêm sau trận động đất thứ nhất và tấn công khu vực ở ngay phía tây nam. Hầu hết thiệt hại và thương vong là do một cơn sóng thần bắt nguồn từ việc sụp đổ của núi Pací xuống biển gần Scilla không lâu sau động đất. Nhiều cư dân của Scilla hoảng sợ trước các chấn động của ngày hôm trước và chuyển đến bãi biển công cộng để nghỉ vào ban đêm, tại đây họ bị các cơn sóng chôn vùi. Sóng thần gây lụt nghiêm trọng trong thị trấn, xa đến 200 m trong nội lục, và có thêm 1500 người thiệt mạng.
Trận động đất này được cho là có liên hệ với đứt gãy của đoạn tầng Scilla, được xác định tại bờ biển quanh Scilla.

### 7 tháng 2

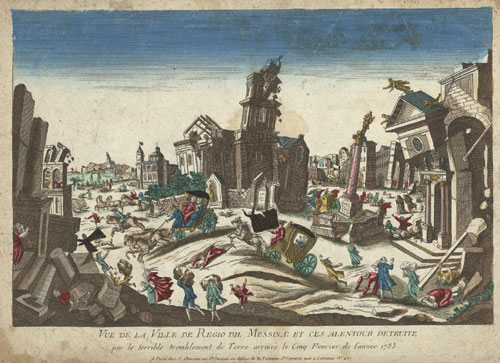
Bức họa đương thời về động đất ngày 5 tháng 2

Sự kiện này xảy ra vào khoảng trưa, cách 40 km về phía đông bắc của chấn động chính vào ngày 5. Thiệt hại nghiêm trọng trải dài 15 km dọc theo mặt trước của dãy núi Serre, san bằng toàn bộ các làng giữa Acquaro và Soriano Calabro.
Trận động đất được cho là có liên hệ với đứt gãy của đoạn phía nam của đoạn tầng Serre, vốn vạch giới hạn cho bồn địa Mesima.

### 1 tháng 3
Trận động đất này là yếu nhất trong chuối và gây thiệt hại tương đối nhỏ.
Trận động đất được cho là có liên hệ với đứt dãy của đoạn phía bắc của đoạn tầng Serre.

### 28 tháng 3
Sự kiện cuối cùng trong chuỗi có cường độ tương tự trận động đất đầu tiên, có chấn tấm cách khoảng 20 km về phía đông của trận thứ tư, gần Borgia tại bồn địa Catanzaro. Trận động đất kéo dài khoảng 10 giây, và nhiều làng bị phá hoại với hàng trăm người thiệt mạng tại Borgia, Maida và Cortale. Có nhiều vụ sạt lở đất và phát hiện được việc tạo thành các đụn cát hình nón, đặc biệt là bên bờ sông Amato.
Trận động đất này không có quan hệ với một đoạn tầng cụ thể nào, song một đánh giá lại gần đây về dữ liệu cường độ thể hiện rằng các khu vực đẳng chấn kéo dài theo hướng đông bắc-tây nam, cho thấy đứt đoạn theo hướng tương tự như quan sát được trong các trận động đất khác trong chuỗi.

## Tóm tắt
Các thông số trình bày dưới đây lấy từ bản liệu kê CFTI4 trực tuyến, các vị trí chấn tâm tại đây liên hệ với làng hay thị trấn gần nhất.
| Vị trí                                   | Ngày       | Thời gian | Tọa độ                            | Cường độ | Cấp độ  |
| ---------------------------------------- | ---------- | --------- | --------------------------------- | -------- | ------- |
| gần Oppido Mamertina                     | 5 tháng 2  | 12:00     | 38°18′B 15°58′Đ / 38,3°B 15,97°Đ  | 7,0      | XI      |
| 7 km về phía đông bắc của Messina        | 6 tháng 2  | 00:20     | 38°13′B 15°38′Đ / 38,22°B 15,63°Đ | 6,2      | VIII–IX |
| 3 km về phía tây nam của Soriano Calabro | 7 tháng 2  | 13:10     | 38°35′B 16°12′Đ / 38,58°B 16,2°Đ  | 6,6      | X       |
| 2 km về phía đông nam của Filadelfia     | 1 tháng 3  | 01:40     | 38°46′B 16°18′Đ / 38,77°B 16,3°Đ  | 5,9      | IX      |
| gần Vallefiorita                         | 28 tháng 3 | 18:55     | 38°47′B 16°28′Đ / 38,78°B 16,47°Đ | 7,0      | X       |

## Liên hệ giữa các trận động đất
Toàn bộ các trận động đất trong chuỗi được cho là có liên hệ với một quá trình kích hoạt gây ra bởi tái phân phối áp lực sau mỗi sự kiện đơn lẻ.